# Washington Bullets 1979-1980
La stagione 1979-80 dei Washington Bullets fu la 19ª nella NBA per la franchigia.
I Washington Bullets arrivarono terzi nella Atlantic Division della Eastern Conference con un record di 39-43. Nei play-off persero al primo turno con i Philadelphia 76ers (2-0).

## Roster
| N° | Naz.                   | Ruolo | Sportivo        | Anno | Alt. | Peso |
| -- | ---------------------- | ----- | --------------- | ---- | ---- | ---- |
| 1  | Stati Uniti (bandiera) | G     | Kevin Porter    | 1950 | 183  | 77   |
| 4  | Stati Uniti (bandiera) | A     | Larry Boston    | 1956 | 203  | 102  |
| 4  | Stati Uniti (bandiera) | A     | Steve Malovic   | 1956 | 208  | 104  |
| 10 | Stati Uniti (bandiera) | GA    | Bob Dandridge   | 1947 | 198  | 88   |
| 11 | Stati Uniti (bandiera) | AC    | Elvin Hayes     | 1945 | 206  | 107  |
| 12 | Stati Uniti (bandiera) | AC    | Ron Behagen     | 1951 | 206  | 84   |
| 20 | Stati Uniti (bandiera) | GA    | Gus Bailey      | 1951 | 196  | 84   |
| 22 | Stati Uniti (bandiera) | GA    | Roger Phegley   | 1956 | 198  | 93   |
| 23 | Stati Uniti (bandiera) | G     | John Williamson | 1951 | 188  | 84   |
| 25 | Stati Uniti (bandiera) | AC    | Mitch Kupchak   | 1954 | 206  | 104  |
| 32 | Stati Uniti (bandiera) | G     | Larry Wright    | 1954 | 185  | 73   |
| 33 | Stati Uniti (bandiera) | G     | Jim Cleamons    | 1949 | 191  | 84   |
| 35 | Stati Uniti (bandiera) | GA    | Kevin Grevey    | 1953 | 196  | 95   |
| 40 | Stati Uniti (bandiera) | C     | Dave Corzine    | 1956 | 211  | 113  |
| 41 | Stati Uniti (bandiera) | AC    | Wes Unseld      | 1946 | 201  | 111  |
| 42 | Stati Uniti (bandiera) | A     | Greg Ballard    | 1955 | 201  | 98   |
| 45 | Stati Uniti (bandiera) | G     | Phil Chenier    | 1950 | 191  | 82   |

## Staff tecnico
- Allenatore: Dick Motta
- Vice-allenatore: Bernie Bickerstaff